# 上丸渕駅
上丸渕駅（かみまるぶちえき）は、愛知県稲沢市祖父江町三丸渕郷前にある、名古屋鉄道尾西線の駅である。駅番号はBS05。

## 歴史
- 1924年（大正13年）10月1日 - 尾西鉄道の駅として開業[1]。
- 1925年（大正14年）1月1日 - 貨物運輸営業開始[2]
- 1925年（大正14年）8月1日 - 尾西鉄道の買収に伴い、名鉄尾西線の駅となる。
- 1962年度（昭和37年度） - 貨物営業廃止[3]。
- 1971年（昭和46年）3月1日 - 無人化[4]。
- 2008年（平成20年）3月14日 - トランパス導入。
- 2011年（平成23年）2月11日 - ICカードmanaca導入。
- 2012年（平成24年）2月29日 - トランパス供用終了。

## 駅構造
相対式2面2線ホームを持つ地上駅。尾西線名鉄一宮 - 津島駅間では、当駅から津島駅間が複線（当駅-森上駅間は一部単線）となっている。
新駅舎以前の上屋もありホーム上に2つ上屋がある。
| 番線 | 路線                         | 方向 | 行先         | 備考                                   |
| ---- | ---------------------------- | ---- | ------------ | -------------------------------------- |
| 1    | BS 尾西線 （名鉄一宮～津島） | 上り | 名鉄一宮ゆき | 尾張津島天王祭の際は、一部森上ゆき     |
| 2    | BS 尾西線 （名鉄一宮～津島） | 下り | 津島方面     | 須ヶ口・名古屋方面直通列車は平日朝のみ |

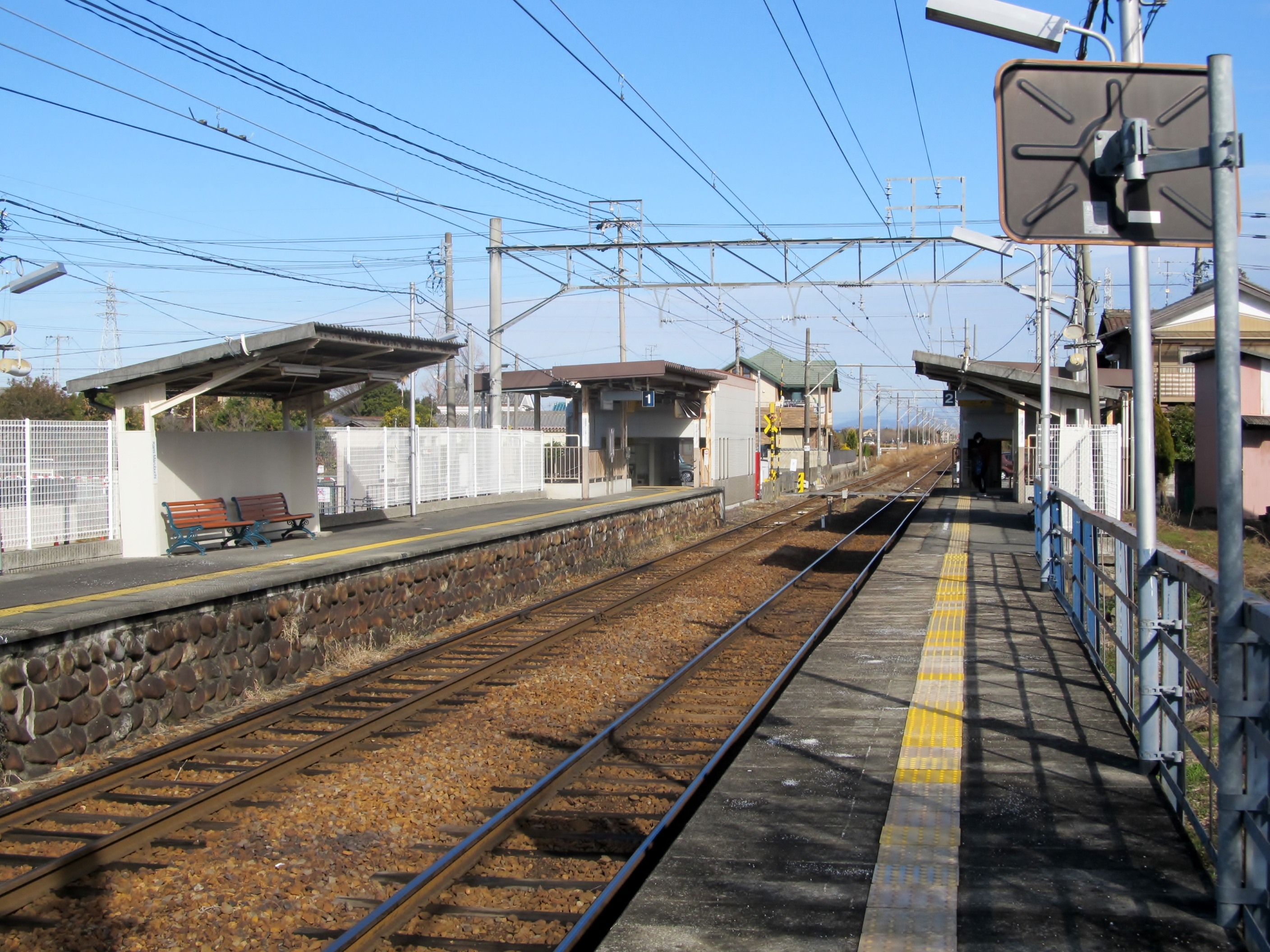
ホーム
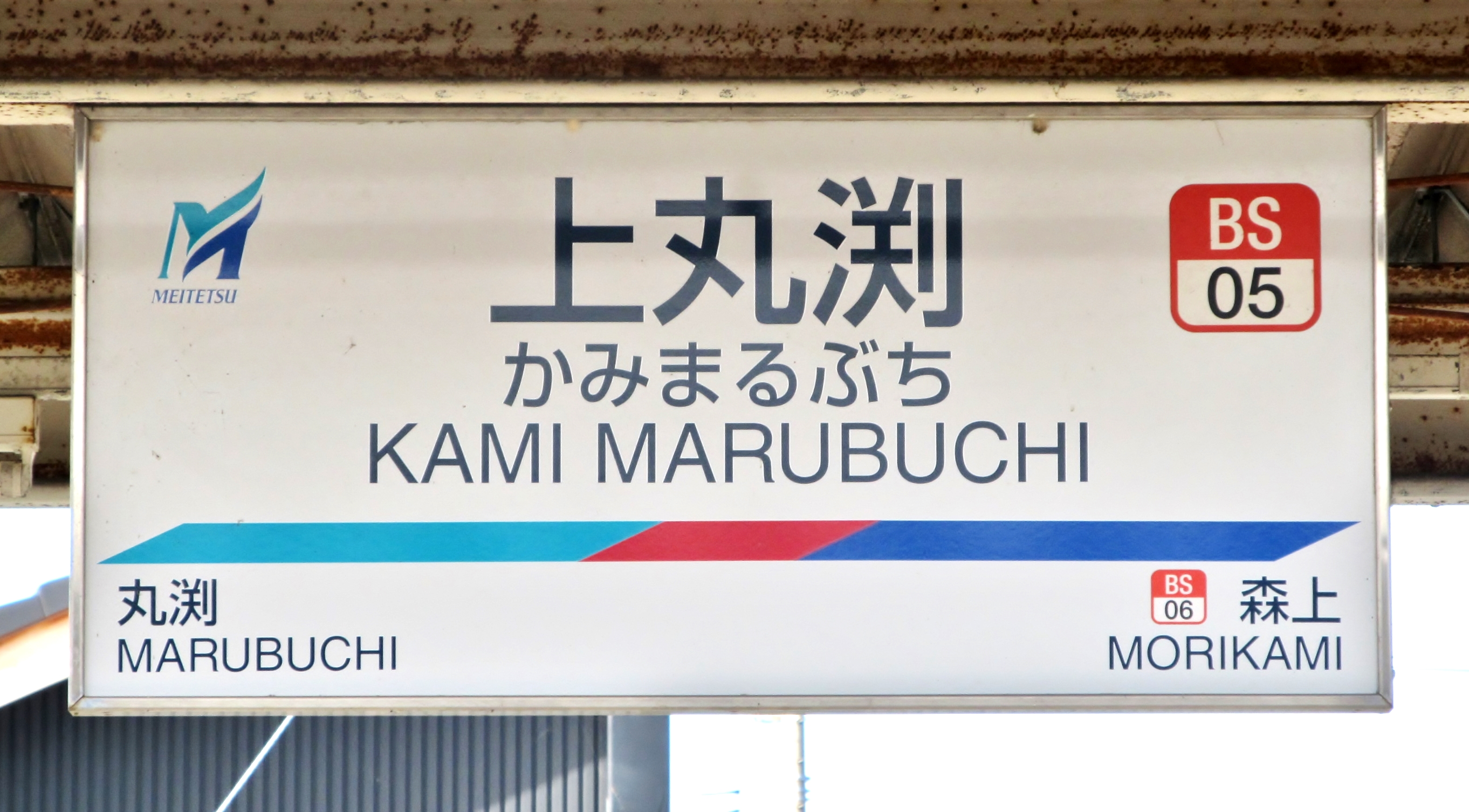
駅名標

### 配線図
| ← 名鉄一宮方面 | 上丸渕駅 構内配線略図 | → 津島方面 |
| 凡例 出典:     |                       |            |

## 利用状況
- 『名鉄120年：近20年のあゆみ』によると2013年度当時の1日平均乗降人員は1,081人であり、この値は名鉄全駅（275駅）中216位、尾西線（22駅）中16位であった[9]。
- 『名古屋鉄道百年史』によると1992年度当時の1日平均乗降人員は808人であり、この値は岐阜市内線均一運賃区間内各駅（岐阜市内線・田神線・美濃町線徹明町駅 - 琴塚駅間）を除く名鉄全駅（342駅）中240位、尾西線（23駅）中18位であった[10]。
- 「稲沢の統計」、「移動等円滑化取組報告書」によると1日の平均乗降者数は下記の通りであった[11][12]。

| 年度   | 1日平均 乗降人員 |
| ------ | ---------------- |
| 2011年 | 1,012            |
| 2012年 | 1,067            |
| 2013年 | 1,081            |
| 2014年 | 1,095            |
| 2015年 | 1,098            |
| 2016年 | 1,083            |
| 2017年 | 1,080            |
| 2018年 | 1,094            |
| 2019年 | 1,046            |
| 2020年 | 868              |

## 駅周辺
- 上丸渕簡易郵便局
- 明喜寺
- 国道155号
- 西溝口城跡

## 隣の駅
名古屋鉄道
BS 尾西線（名鉄一宮 - 津島）
丸渕駅（BS04） - 上丸渕駅（BS05） - 森上駅（BS06）